# 阿托查米
阿托查米（西班牙語：Hato Chamí），是巴拿馬的城鎮，位於該國西北部，由恩戈貝-布格雷特區的諾萊杜伊馬區負責管轄，面積50.3平方公里，海拔高度1,020米，2010年人口3,857，人口密度每平方公里76.7人。